# Soberanía de Westfalia

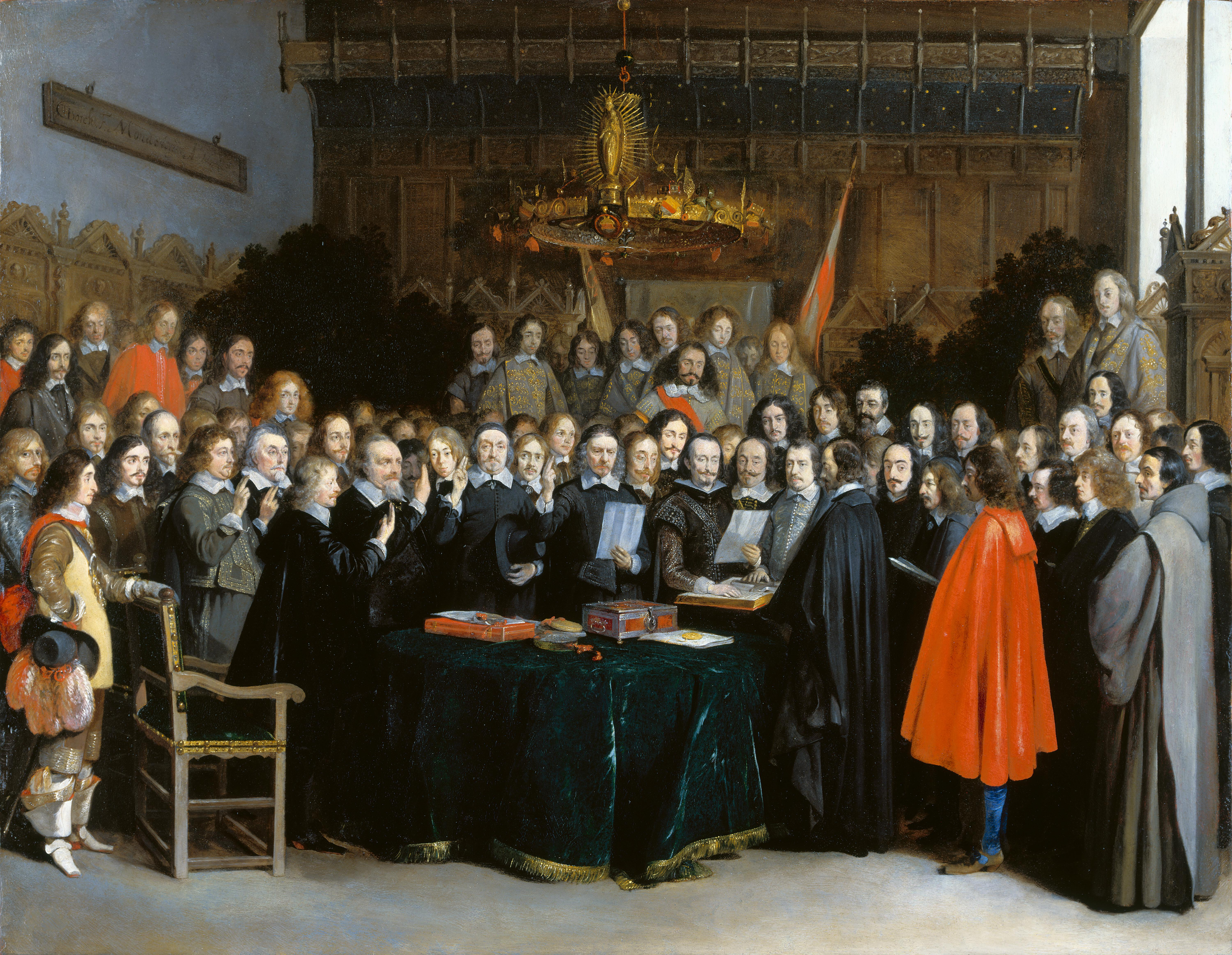
La ratificación del Tratado de Münster, parte de la Paz de Westfalia que puso fin a la Guerra de los Treinta Años

La soberanía de Westfalia o soberanía estatal es un principio en el derecho internacional de que cada Estado tiene soberanía exclusiva sobre su territorio. El principio subyace en el sistema internacional moderno de Estados soberanos y está consagrado en la Carta de las Naciones Unidas, que establece que "nada debe autorizar la intervención en asuntos esencialmente dentro de la jurisdicción interna de cualquier Estado". Según esta idea, cada Estado, sin importar su tamaño, tiene el mismo derecho a la soberanía. Los politólogos han rastreado el concepto hasta la Paz de Westfalia, que puso fin a la guerra de los Treinta Años en 1648. El principio de no interferencia se desarrolló aún más en el siglo XVIII. El sistema de Westfalia alcanzó su punto máximo en los siglos XIX y XX, pero se ha enfrentado a desafíos recientes de los defensores de la intervención humanitaria.

## Principios
Los politólogos consideran que la Paz de Westfalia es el comienzo del sistema internacional moderno, en el que las potencias externas deben evitar interferir en los asuntos internos de otro país. Sin embargo, estudios recientes han argumentado que los tratados de Westfalia en realidad tenían poco que ver con los principios con los que a menudo se asocian: soberanía, no intervención e igualdad legal de los estados. Por ejemplo, Andreas Osiander escribe que "los tratados no confirman ni la "soberanía" de Francia o de Suecia ni la de nadie más; y mucho menos contienen algo sobre la soberanía como principio". Otros, como Christoph Kampann y Johannes Paulmann, argumentan que los tratados de 1648 de hecho limitaron la soberanía de numerosos estados dentro del Sacro Imperio Romano y que los tratados de Westfalia no presentaron un nuevo sistema de estado coherente, aunque eran parte de un cambio en proceso. Sin embargo, otros, a menudo académicos poscolonialistas, señalan la relevancia limitada del sistema de 1648 para las historias y los sistemas estatales en el mundo no occidental. No obstante, la "soberanía de Westfalia" continúa siendo utilizada como una abreviatura de los principios legales básicos que subyacen en el sistema estatal moderno. La aplicabilidad y relevancia de estos principios se han cuestionado desde mediados del siglo XX desde una variedad de puntos de vista. Gran parte del debate se ha centrado en las ideas del internacionalismo y la globalización, que entran en conflicto con la soberanía de Westfalia.

## Detractores de Westfalia
El final de la Guerra Fría vio una mayor integración internacional y, posiblemente, la erosión de la soberanía de Westfalia. Gran parte de la literatura se refería principalmente a criticar modelos realistas de política internacional en los que la noción del estado como agente unitario se toma como axiomática.
En 1998, en un simposio sobre la relevancia política continua de la paz de Westfalia, el secretario general de la OTAN, Javier Solana, dijo que "la humanidad y la democracia eran dos principios esencialmente irrelevantes para el orden original de Westfalia" y criticó que "el sistema  westfaliano tenía sus límites. Por un lado, el principio de soberanía en el que se basaba también produjo la base para la rivalidad, no la comunidad de estados; exclusión, no integración".
En 1999, el primer ministro británico Tony Blair, dio un discurso en Chicago, donde "se propuso una nueva y poswestfaliana, 'doctrina de la comunidad internacional' ". Blair argumentó que la globalización había hecho que el enfoque de Westfalia fuera anacrónico. Más tarde, el periódico británico The Daily Telegraph se refirió a Blair como "el hombre que marcó el comienzo de la era posterior a Westfalia". Otros también han afirmado que la globalización ha reemplazado al sistema de Westfalia.
En 2000, el ministro de Asuntos Exteriores de Alemania Joschka Fischer, se refirió a la paz de Westfalia en un discurso dicho en la Universidad Humboldt, argumentando que el sistema de política europea establecido por Westfalia era obsoleto: "El núcleo del concepto de Europa después de 1945 era y sigue siendo un rechazo del principio del equilibrio de poder europeo y las ambiciones hegemónicas de los estados individuales que surgieron después de la Paz de Westfalia en 1648, un rechazo que tomó la forma de una conexión más estrecha de los intereses vitales y la transferencia de los derechos soberanos de los Estados nacionales a instituciones europeas supranacionales".
El concepto de soberanía compartida de la Unión Europea también es algo contrario a los puntos de vista históricos de la soberanía de Westfalia, ya que proporciona agentes externos para influir e interferir en los asuntos internos de sus países miembros. En un artículo de 2008, Phil Williams vincula el aumento del terrorismo y los actores violentos no estatales, que representan una amenaza para la soberanía de Westfalia, a la globalización.
A su vez, algunos juristas critican la aplicabilidad del sistema de Westfalia a la gestión del ciberespacio. En particular, Lusine Vardanyan y Hovsep Kocharyan, juristas de la Universidad Palacký de Olomouc, en su investigación académica cuestionan: «¿[C]ómo garantizar el funcionamiento de la UE en el ciberespacio, que se considera “sin fronteras”? Y en general, ¿puede entenderse la soberanía digital de la UE como una simple digitalización de la soberanía westfaliana, y el espacio digital como una nueva dimensión del territorio (junto con la tierra, el agua y el espacio aéreo)? La práctica del derecho internacional muestra que, con el desarrollo de las relaciones internacionales, no cambia la categoría de territorio, sino su contenido. Consideramos que no se debe negar la importancia del territorio como base jurídica para el ejercicio de la soberanía en el ciberespacio, sino más bien es necesario repensar el contenido de esta categoría en el mundo digital. Esto es especialmente importante en un contexto en el que la UE sitúa la cuestión de la soberanía digital en el centro de su agenda política digital. (...) Sin embargo, a diferencia de otras categorías de territorio, el ciberespacio posee una naturaleza específica y multifacética, que no permite interpretarlo desde la perspectiva clásica (westfaliana) del territorio ni con los principios ya existentes para su definición.» 
Según este punto de vista, el ciberespacio se diferencia de otras categorías territoriales en que ya no es exclusivo en el sentido westfaliano; en la formación de este espacio desempeñan un papel importante tanto los Estados como las grandes corporaciones tecnológicas (como Google y Facebook). Estas corporaciones, al crear productos digitales, utilizar cookies y software para recopilar datos personales y llevar a cabo vigilancia, establecen de hecho "fronteras digitales". Los Estados, a su vez, a menudo delegan en estas empresas elementos del control jurídico, implementando a través de ellas partes de su política digital. Esto se describe como la génesis de nuevos riesgos y desafíos desconocidos para la teoría tradicional de la soberanía.
Los mismos autores afirman: «Además, el ciberespacio, a diferencia de otras categorías de territorio, ya no es exclusivo en el sentido westfaliano, ya que no solo los Estados, sino también las grandes empresas tecnológicas (Google, Facebook, etc.) convierten el ciberespacio en su “territorio común”. Por ejemplo, tales empresas crean productos comerciales, utilizan cookies y software para recopilar datos y vigilan a los sujetos de datos, mientras que los propios Estados delegan a estas empresas el control del cumplimiento de sus leyes, implementando a través de ellas su política digital. Todo esto constituye ejemplos ilustrativos del establecimiento de fronteras digitales en el ciberespacio, lo cual pone en primer plano nuevos riesgos y desafíos desconocidos para la concepción tradicional (westfaliana) de la soberanía.» 
Como resultado, Lusine Vardanyan y Hovsep Kocharyan concluyen que es necesario crear un sistema “westfaliano digital” para prevenir conflictos digitales y promover la cooperación digital global. 
Algunos consideraron las intervenciones como la de Camboya por parte de Vietnam (la guerra camboyano-vietnamita) o en Bangladés (entonces parte de Pakistán) por parte de la India (la guerra de liberación de Bangladés y la guerra indo-pakistaní de 1971) como ejemplos de intervención humanitaria, aunque su base en el derecho internacional es discutible. Otras intervenciones más recientes, y sus infracciones concomitantes de la soberanía del estado, también han provocado debates sobre su legalidad y motivaciones.

## Defensores de Westfalia
Aunque el sistema de Westfalia se desarrolló a principios de la Europa moderna, sus defensores más firmes ahora se pueden encontrar en el mundo no occidental. Los presidentes de China y Rusia emitieron una declaración conjunta en 2001 prometiendo "contrarrestar los intentos de socavar las normas fundamentales del derecho internacional con la ayuda de conceptos como 'intervención humanitaria' y 'soberanía limitada' ". China y Rusia han utilizado su poder de veto en el Consejo de Seguridad de las Naciones Unidas para bloquear lo que ven como violaciones estadounidenses de la soberanía estatal en Siria. Rusia quedó fuera del sistema original de Westfalia en 1648, pero la Rusia postsoviética ha visto la soberanía de Westfalia como un medio para equilibrar el poder estadounidense al alentar un orden mundial multipolar.
Algunos en Occidente también hablan favorablemente del sistema de Westfalia. El politólogo estadounidense Stephen Walt instó al presidente de los Estados Unidos Donald Trump, a volver a los principios de Westfalia, calificándolo como un "curso sensato" para la política exterior estadounidense. El comentarista político estadounidense Pat Buchanan también ha hablado a favor del estado-nación tradicional.